# الحسين خان الثاني
الحسين خان الثاني بن احمد منوجهر خان بن الحسين خان الأول الأكبر العلوي. هو خامس حكام بروجرد وبشتكوه وبلاد اللور من عائلة ولاة لرستان.

## توليه الحكم

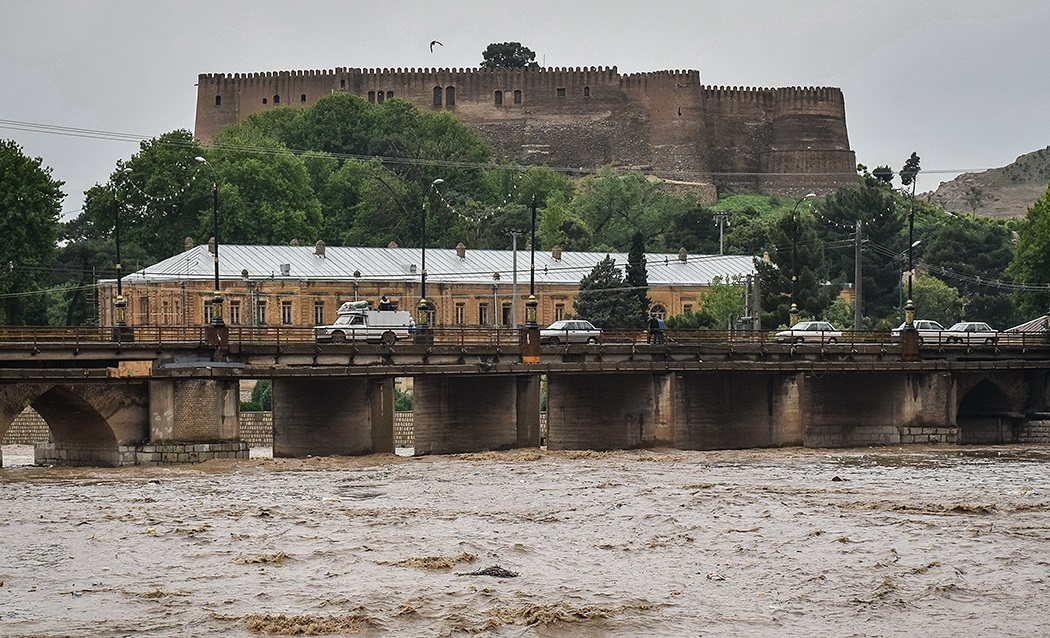
صورة حديثة لمنطقة من مدينة (خرم آباد)، وتظهر في الخلفية قلعة (فلك الأفلاك) المطلة على نهر خرم آباد، مركز حكم وإقامة الحكام الأتابكة بني خورشيد ثم خلفائهم ولاة لورستان.

تولى الحسين خان الثاني الحكم وبموافقة من حكومة الشاه الصفوي في أصفهان، خلفاً لوالده الخان أحمد منوجهر خان الذي توفي في العاصمة خرم آباد.

## عهده وصفات حُكمه

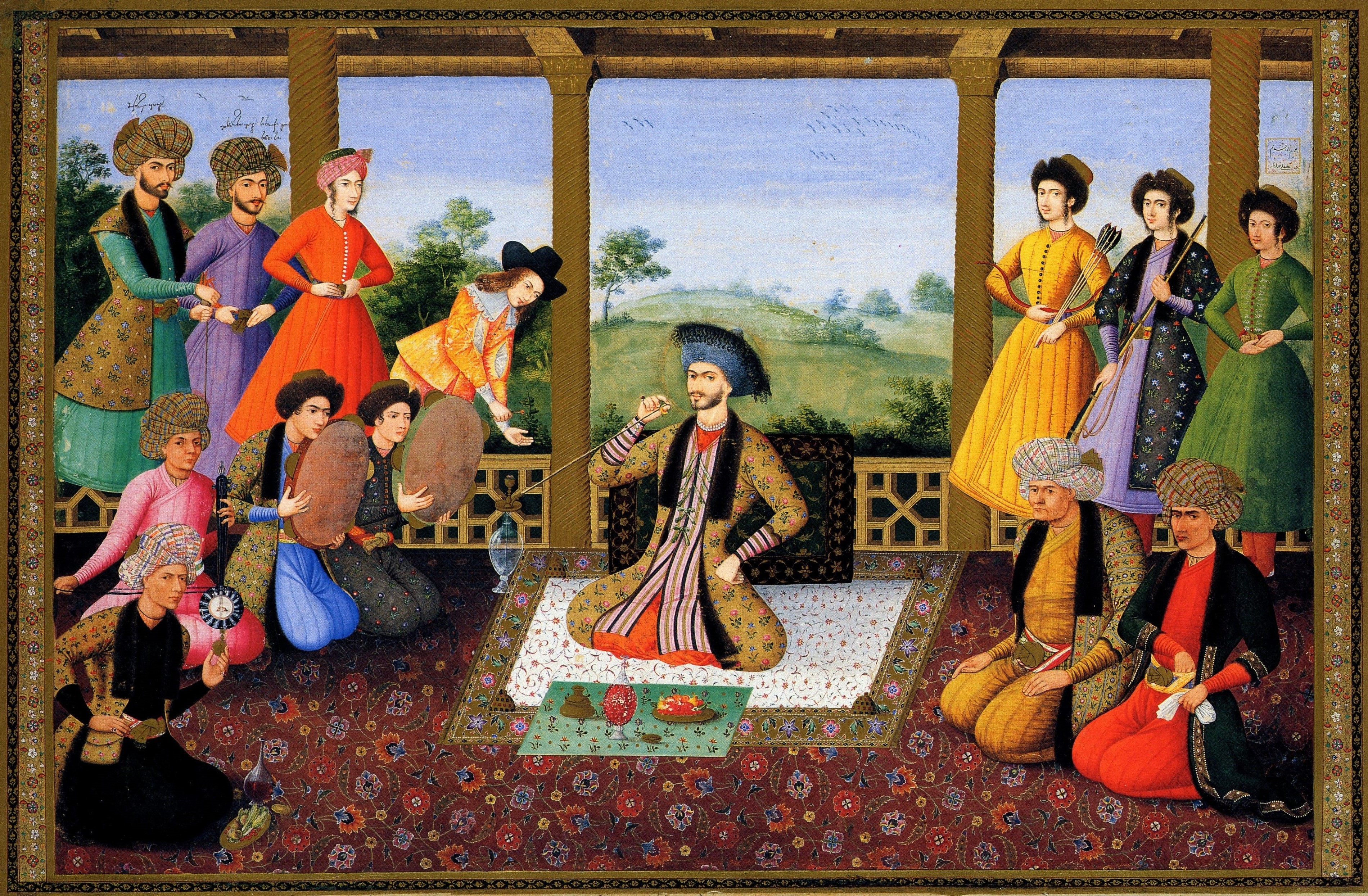
لوحة من رسم الرسام الصفوي (علي الچبدار)، يتوسطها الشاه سليمان الأول وهو بين أفراد الحاشية والقادة.

من صفاته أنه كان هادئ الطبع، وزاد من خلال سياسته المتزنة رضا العامة والخاصة من الشعب.
كان الحسين خان الثاني رجُل متدين وملتزم، وقد انعكس ذلك على واقع الحياة اليومية في لورستان، خصوصاً بعد أن قام الحسين الثاني بإصدار قانون أو إعلام، يأمر من خلاله بتطبيق شعيرة (الأمر بالمعروف والنهي عن المنكر) ومنع كافة أوجه المنكرات والفواحش سواء داخل مدينة خرم آباد أو خارجها 

## وفاته
عاصر الخان حسين الثاني كل من الشاه عباس الثاني، الشاه سُليمان الأول، ثم الشاه حسين الأول.
توفي خلال النصف الثاني من القرن السابع عشر الميلادي في العاصمة اللُرية خرم آباد بـقلعة فلك الأفلاك.
خلفه بالحكم أبنه الأمير علي شاه ويردي خان الثاني بموافقة ودعم عسكري من شاه الدولة الصفوية (الشاه حسين الأول) وجيوش القزلباش الصفوية بعد نزاع عسكري دار بينه وبين شقيقه الأمير علي مردان خان على خلافة والدهم (الحسين خان الثاني).